# 블로코-유베
블로코-유베(이탈리아어: Blocco-Juve, 유베 조합)는 블로코 유벤투스(Blocco Juventus)로도 알려진 엔초 베아르초트 감독이 이끄는 이탈리아 국가대표팀의 등뼈를 구성하고 1982년 월드컵 우승, 1978년 월드컵과 유로 1980의 4위 주역이 된 유벤투스 선수들 묶음을 수식하는 별칭이다.
이 선수들을 주축으로 조반니 트라파토니는 이탈리아 축구계를 지배하였고, 유럽과 세계 무대에서 1970년대 후반과 1980년대 전반을 주름잡으며, 6번의 세리에 A, 2번의 코파 이탈리아, 그리고 모든 국제 클럽대항전의 우승을 거머쥐었다.(세계 최초 기록) 이 업적을 달성한 선수들 중에는 디노 초프, 클라우디오 젠틸레, 가에타노 시레아, 안토니오 카브리니, 마르코 타르델리, 로베르토 베테가, 그리고 파올로 로시가 있다.

## 주요 선수들

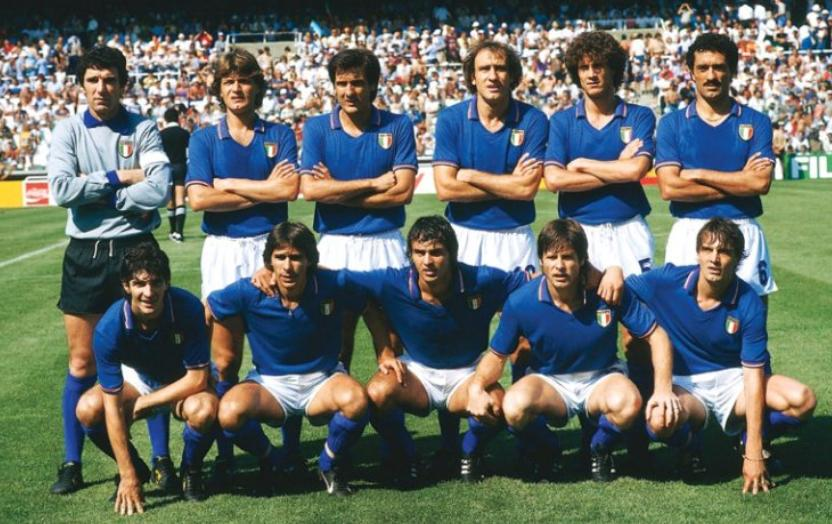
사리아에서 진행된 아르헨티나와의 1982년 월드컵 경기를 앞두고 촬영된 이탈리아 국가대표팀

이 시기에 유벤투스에서 활동한 이탈리아 국가대표팀 선수들은 다음과 같다:
- 피에트로 아나스타시
- 로메오 베네티
- 로베르토 베테가
- 안토니오 카브리니
- 프란코 카우시오
- 안토넬로 쿠쿠레두
- 주세페 푸리노
- 클라우디오 젠틸레
- 프란체스코 모리니
- 파올로 로시
- 가에타노 시레아
- 루차노 스피노시
- 마르코 타르델리
- 디노 초프

## 같이 보기
- 이탈리아 축구 국가대표팀
- 유벤투스 FC와 이탈리아 축구 국가대표팀
- 유벤투스 FC의 국제 대회 출전 기록
- 나치오-유베
- 모든 국제 클럽대항전을 우승한 선수 목록
- 3대 유럽대항전을 모두 우승한 선수 목록

## 참고 문헌
- Giacone, Gianni (1993). 《Juve Azzurri - I bianconeri che hanno fatto grande la Nazionale》 (이탈리아어). Hurrà Juventus - Fabbri Editori.
- Tavella, Renato (2001). 《Dizionario della grande Juventus. Dalle origini ai nostri giorni》 (이탈리아어). Newton Compton. ISBN 88-8289-639-0.